# Инокулација
Инокулација је медицински термин за уношење (усађивање) клица, заразног материјала, серума или других тела у ткива животиња, биљака и у подлоге за развој клица; врши се и инокулација здравих особа ослабљеним клицама или њиховим отровима у циљу изазивања благог облика болести, коме касније следује отпорност (имунитет) на ту болест.